# Sindbad Żeglarz

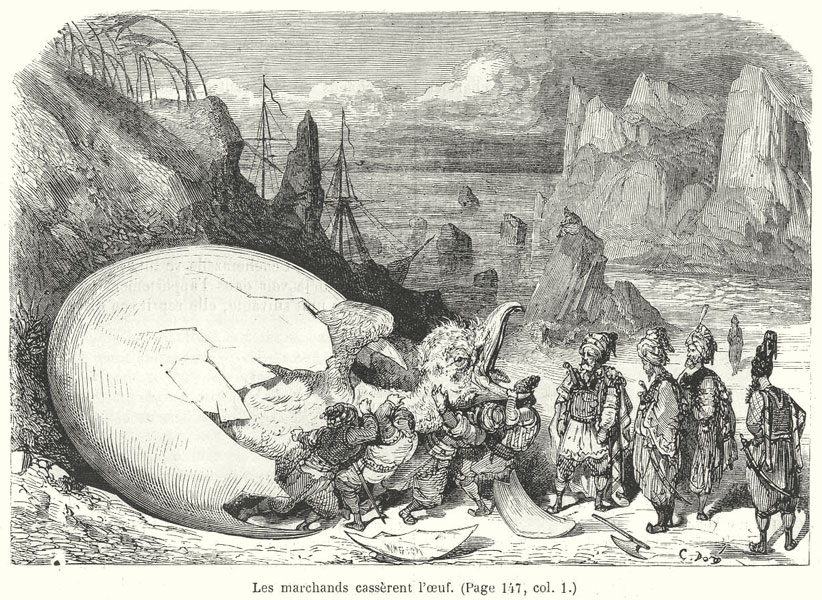
XIX-wieczna ilustracja

Sindbad Żeglarz (pers. ‏سندباد‎, Sand-bâd) – bohater cyklu historii pochodzenia perskiego o żeglarzu z Bagdadu (obecnie w Iraku) i jego pełnych przygód podróżach po morzach wschodniego wybrzeża Afryki i południu Azji. Cykl ten jest 133. opowieścią w 6. tomie Księgi tysiąca i jednej nocy. Historie oparte są częściowo na prawdziwych przygodach żeglarzy pływających po Oceanie Indyjskim, częściowo na starożytnych dziełach poetyckich, a częściowo na perskiej i południowoazjatyckiej mitologii i baśniach.

## Opis postaci
Sindbad był synem kupca z Bagdadu żyjącym za panowania Haruna ar-Raszida. Po roztrwonieniu odziedziczonego majątku z konieczności sam został kupcem. Odbył siedem wypraw kupieckich, w czasie których zdobył i pomnożył ogromny majątek oraz znalazł żonę. Jego podróże handlowe początkowo były koniecznością, potem stały się jego pasją. Przeżył podczas nich wiele przygód, a jego życie wielokrotnie było zagrożone. Zawsze jednak wychodził cało z opresji. W trudnych chwilach przetrwać pomagała mu jego głęboka religijność i wiara w Allaha. Po zakończeniu siódmej podróży podjął decyzję o zaprzestaniu tego typu wypraw, które są zbyt niebezpieczne.
W życiu prywatnym Sindbad był człowiekiem gościnnym, przyjacielskim i hojnym, otaczał go zawsze tłum przyjaciół. Był też lojalnym poddanym kalifa i szczerym patriotą oraz bardzo religijnym muzułmaninem. Do jego wad można zaliczyć rozrzutność.

## Historia Sindbada

### Spotkanie Sindbada Tragarza z Sindbadem Żeglarzem
Akcja rozpoczyna się w Bagdadzie za panowania Haruna ar-Raszida. Pewnego dnia ubogi tragarz imieniem Sindbad zatrzymał się przed pałacem bogatego kupca i skarżył się przed Allahem na niesprawiedliwość panującą na świecie, gdzie jedni opływają w dostatek, a drudzy muszą ciężko pracować. Jego skargi usłyszał właściciel pałacu i zaprosił tragarza do siebie. Okazało się, że obaj noszą imię Sindbad. Bogaty Sindbad zwany Żeglarzem obiecał opowiedzieć Sindbadowi Tragarzowi o swoich morskich podróżach, które przyniosły mu majątek.

### Pierwsza podróż Sindbada Żeglarza
Po śmierci ojca, bogatego kupca, Sindbad odziedziczył spory majątek. Jednak żył rozrzutnie i w krótkim czasie roztrwonił znaczną jego część. Kiedy spostrzegł, że grozi mu ubóstwo, postanowił spróbować swoich sił jako kupiec. Sprzedał to, co mu pozostało, i nakupił wiele towaru. W Basrze wraz z innymi kupcami załadował swój towar na statek i wyruszył w podróż. Rejs trwał wiele tygodni. Statek co jakiś czas przybijał do portów, gdzie kupcy, w tym Sindbad, z zyskiem sprzedawali i kupowali towary. Pewnego dnia statek przybił do, jak się wydawało, bezludnej wyspy porośnietej roślinnością. Marynarze i pasażerowie wysiedli na ląd i rozpalili ogniska. Wtedy okazało się, że to nie wyspa, ale wielka ryba, która tak długo była na powierzchni, że pokrył ją piasek i porosła roślinnością. Żar rozpalonych ognisk sprawił, że ryba zaczęła się zanurzać. Podróżnicy w panice rzucili się do ucieczki z powrotem na pokład, ale nie wszyscy zdołali zrobić to w porę. Wielu utonęło. Sindbad należał do tych, którym nie udało się wrócić na statek, kiedy ryba się zanurzyła, ale zdołał chwycić się drewnianego cebra i z jego pomocą utrzymał się na powierzchni. Jednak na statku go nie zauważono i odpłynięto bez niego. Zdany na siebie, kupiec płynął przed siebie do utraty tchu, aż morze wyrzuciło go na inną wyspę.
Kiedy się ocknął, wstał i ruszył przed siebie. Przy brzegu zobaczył uwiązanego konia oraz człowieka, który zapytał go, kim jest. Kiedy Sindbad opowiedział mu swoją historię, człowiek ten zaprosił go do siebie i ugościł. Wyznał, że jest jednym z koniuchów króla Mahradżana. Raz w miesiącu przywiązuje klacze do brzegu, by zwabić morskie konie, które wychodzą z głębin i pokrywają klacze. Z tego rodzą się potem źrebaki szlachetnej rasy. Po paru dniach, kiedy jego misja dobiegła końca, koniuch wraz z innymi koniuchami zabrali klacze i wraz z Sindbadem udali się do stolicy państwa. Przedstawili go królowi Mahradżanowi, który przyjął Sindbada łaskawie, a nawet uczynił go jednym z urzędników. Sindbad jednak tęsknił za ojczyzną. Pewnego dnia do portu przybył okręt, w którym Sindbad rozpoznał ten, którym wypłynął z Basry. Kapitan i marynarze początkowo go nie poznawali i nie wierzyli, że to on jest Sindbadem, który, jak mniemali, utonął. Ale kiedy udowodnił swoją tożsamość, zwrócili mu cały majątek, który pozostawił na statku. Sindbad zdecydował się powrócić wraz z nimi do Basry. Król obdarował go tak hojnie na pożegnanie, że Sindbad wrócił do kraju jako człowiek zamożny.

### Druga podróż Sindbada Żeglarza

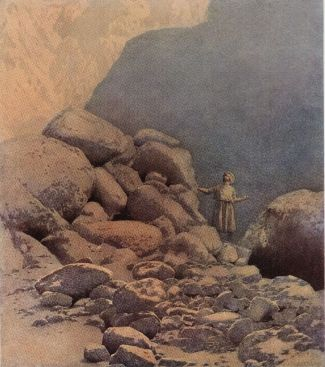
Sindbad w Górach Diamentowych, w Dolinie Węży

Po zakończeniu poprzedniej podróży Sindbad wiódł spokojne życie jako człowiek bogaty. Jednak tęsknota za podróżowaniem sprawiła, że postanowił ponownie udać się w podróż jako kupiec. Nakupił towarów i załadował je na statek wraz z innymi kupcami i rozpoczął na nim drugą podróż. Początkowo przebiegała pomyślnie, statek co chwilę przybijał do portów, gdzie kupcy, w tym Sindbad, wymieniali swoje towary, osiągając zyski. Pewnego dnia przybyli na bezludną wyspę, która była tak piękna, że kilku kupców, w tym Sindbad, wyszło na ląd, by ją podziwiać. Sindbad nieopatrznie oddalił się od grupy, położył się na trawie i zasnął. Kiedy się obudził, zrozpaczony przekonał się, że statek odpłynął bez niego. Zaczął wędrować po wyspie w poszukiwaniu śladów ludzkich osad lub żywności. Ujrzał kopułę o kształcie ogromnego ptasiego jaja. Kiedy się jej przypatrywał, wielki ptak zleciał z nieba i usiadł na niej. Wówczas Sindbad przypomniał sobie usłyszane niegdyś legendy o wielkim ptaku Ruchu, który zamieszkuje odległe wyspy i żywi się słoniami, które zanosi do gniazda. Domyślił się, że kopuła była jajem ptaka. Wówczas wpadł na pomysł. Postanowił przywiązać się do nogi Rucha, licząc, że wielki ptak tego nie zauważy. Miał nadzieję, że ptak wylatując na polowanie zabierze go ze sobą z bezludnej wyspy i zaniesie na inną. Rankiem Ruch wzleciał w niebo unosząc Sindbada. Przeleciał morze i wylądował na skalnym bloku na innym lądzie.
Sindbad pośpiesznie uwolnił się i zeskoczył na ziemię. Po chwili zobaczył ptaka odlatującego z ogromnym wężem w szponach. Spostrzegł też, że pod stopami leży pełno diamentów. Wówczas Sindbad przeraził się, gdyż zrozumiał, że trafił do doliny w Diamentowych Górach, z której nikt jeszcze nie wrócił żywy. Żyło w niej wiele groźnych węży i żmij tak wielkich, że mogłyby połknąć słonia. Gady w dzień przebywały w ukryciu, bojąc się ptaka Rucha i wielkich sępów polujących na nie, ale w nocy wychodziły na żer. Sindbad znalazł na noc schronienie w wielkiej jaskini, w której pomimo obecności gniazda żmii przeczekał noc. Następnego ranka zaczął szukać wyjścia z doliny. Nagle z pobliskiej skarpy upadło przed nim martwe zwierzę. Sindbad przypomniał sobie, że w Diamentowych Górach ludzie, pragnąc zdobyć diamenty z doliny, a nie chcąc narażać się na spotkanie z gadami, zrzucają w dół duże kawałki mięsa. Diamenty przykleją się do niego, a wtedy nadlatują ogromne sępy, które porywają mięso wraz z przyklejonymi doń kamieniami i wynoszą z doliny. Wtedy ludzie odpędzają sępa, biorą diamenty, a mięso zostawiają ptakom. Uzmysłowiwszy sobie to wszystko, Sindbad napełnił sobie kieszenie diamentami i przywiązał się do martwej owcy. Wkrótce nadleciał wielki sęp i porwał owcę wraz z Sindbadem. Wylądował na skałach poza doliną. Wtedy Sindbad zobaczył kupca, który odpędził sępa. Kupiec zdziwił się, kiedy zobaczył Sindbada. Uratowany wówczas opowiedział mu swoją historię i podzielił się diamentami, które miał w kieszeniach. Obdarowany był wdzięczny. Wkrótce przyłączyli się do grupy innych kupców. Wszyscy podziwiali Sindbada za to, że jako pierwszy człowiek był w Dolinie Węży i wrócił stamtąd żywy. Jakiś czas później Sindbad wsiadł na okręt płynący do Basry. Po drodze, dzięki zdobytym diamentom, zakupił wiele towarów, które potem sprzedawał z zyskiem. Do Badgadu wrócił jako człowiek jeszcze bogatszy.

### Trzecia podróż Sindbada

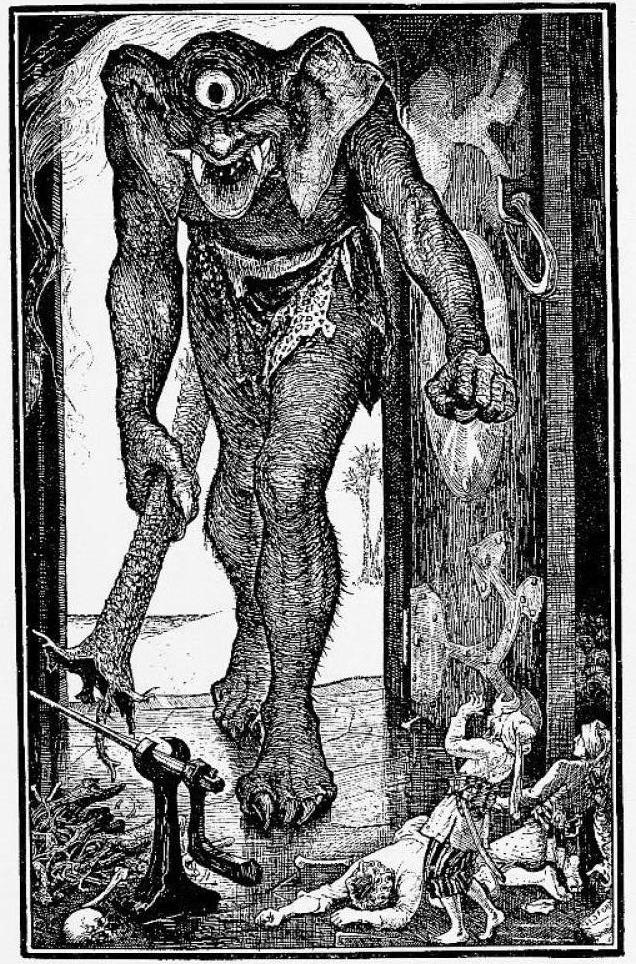
Sindbad u olbrzyma-ludożercy

Tęsknota za podróżami sprawiła, że Sindbad ponownie zdecydował się wypłynąć w morze. Podróż początkowo układała się pomyślnie – do czasu, aż kapitan nie oznajmił kupcom i marynarzom, że niepomyślne wiatry pchają statek ku Małpim Górom  – archipelagowi wysp, z których nikt nie powrócił żywy. Wtedy z pobliskiego lądu na statek wdarło się stado olbrzymich małp, które zepchnęły wszystkich ludzi z pokładu i odpłynęły na zdobytym statku. Kupcy i marynarze znaleźli się na pobliskim lądzie. Zaczęli szukać na nim siedzib ludzkich i natrafili na olbrzymi zamek. Weszli na dziedziniec i znaleźli tam wiele kości. Wieczorem z zamkowej wieży zszedł olbrzym o odrażającym wyglądzie. Pochwycił kapitana, zabił go na oczach towarzyszy, upiekł na rożnie i pożarł. Następnie spał do rana, by potem powrócić do swojej wieży. Marynarze i kupcy byli przerażeni. Od tej pory każdego wieczora potwór schodził z wieży, zjadał któregoś z nich, zasypiał, a po przebudzeniu wracał na wieżę. Wówczas Sindbad zasugerował zbudowanie tratwy i ucieczkę w morze, nawet za cenę utonięcia. Załoga zaakceptowała ten plan, gdyż wolała zginąć na morzu, niż być pożartą. Kiedy tratwa była gotowa, marynarze chwycili dwa rozpalone rożna i wsadzili potworowi w oczy, oślepiając go, następnie uciekli na tratwę. Okazało się jednak, że olbrzym ma towarzyszkę, równie wielką jak on, która, widząc, co się stało, zeszła z wieży, by mu pomóc. Ujrzawszy uciekającą tratwę, zaczęła rzucać w nią głazami, zabijając większość załogi. Kiedy znaleźli się poza zasięgiem pocisków, spostrzegli, że tylko trzech z nich pozostało przy życiu.
Wkrótce tratwa przybiła do kolejnej wyspy. Mieszkał na niej ogromny wąż, który pożarł dwóch towarzyszy Sindbada. Sindbad ocalał, gdyż skonstruował sobie klatkę z drewna, w której się zamknął i do której potwór nie miał dojścia. Był jednak coraz bardziej zrozpaczony i modlił się do Allaha o cud. Wtedy nadpłynął statek, którego załoga zabrała Sindbada na pokład, a on opowiedział im swoją historię. Wkrótce okazało się, że był to ten sam statek, w którym Sindbad rozpoczął swoją drugą podróż i który nieopatrznie pozostawił go na wyspie. Kapitan statku, przekonawszy się, że spotkany jest zaginionym kupcem, zwrócił mu towary, które ów pozostawił na pokładzie. Potem pożeglowali do kraju Sind, gdzie Sindbad dzięki operacjom handlowym pomnożył ten majątek. Następnie jako człowiek bogaty powrócił do Bagdadu.

### Czwarta podróż Sindbada
Wzbogacony po podróżach Sindbad pędził przyjemne i dostatnie życie, jednak tęsknota za podróżami i przygodami sprawiła, że ponownie zdecydował się spróbować sił jako kupiec. Początek podróży przebiegał pomyślnie, jednak pewnego dnia zerwał się sztorm, który zatopił statek. Nieliczni kupcy, w tym Sindbad, ocaleli, gdyż złapali się pływających desek. Następnego dnia fale wyrzuciły ich na nieznany ląd. Nadzy, czarnoskórzy tubylcy, których spotkali, poczęstowali ich dziwną potrawą, po której towarzysze Sindbada stracili rozum. On sam przezornie nic nie jadł. Okazało się, że ich królem był ghul, żywiący się ludzkim mięsem. Także jego poddani byli ludożercami. Towarzyszy Sindbada zaczęto tuczyć i co jakiś czas zabijano, pieczono i pożerano jednego z nich. Mordowani nie mogli się bronić, gdyż po tajemniczej potrawie nie byli niczego świadomi. Ostatecznie Sindbadowi udało się uciec z pomocą pewnego pasterza, który, spostrzegłszy, że Sindbad nie oszalał, wskazał mu drogę ucieczki.
Uciekając wiele dni, Sindbad spotkał na swej drodze ludzi zbierających ziarna pieprzu. Opowiedział im swoją historię. Byli pełni podziwu, że udało mu się uciec z rąk ludożerców i winszowali mu ocalenia. Poprowadzili go nawet przed obliczę króla, który go polubił. Wkrótce Sindbad zauważył, że tutejsi jeźdźcy nie używają siodeł. Kiedy się dowiedział, że siodła są tutaj nieznane, zaproponował królowi, że zacznie je sporządzać. Król był zdumiony, kiedy ujrzał ten wynalazek, i obdarował Sindbada przywilejami i majątkiem. Ciesząc się zaufaniem króla i sympatią obywateli, Sindbad postanowił zamieszkać w tym kraju. Wziął ślub z piękną kobietą i pędził spokojne życie. Jednak pewnego dnia jego żona umarła, a on dowiedział się, że w kraju tym obyczaj nakazuje, by wraz z ciałem zmarłego zamykać w grobie jego współmałżonka. Na nic zdały się protesty Sindbada. Kiedy ciało jego żony spuszczono do zbiorowego grobu wydrążonego w jaskini, Sindbada spuszczono tam wraz z niewielkimi zapasami żywności i wody, po czym zamknięto wejście. W środku walały się kości i gnijące ciała zmarłych. Sindbad był zrozpaczony. Dzielił jedzenie na drobne porcje, cierpiał głód. Jednak wkrótce usłyszał odgłosy kolejnego pogrzebu. Najpierw przez otwór spuszczono zwłoki mężczyzny, a później żyjącą żonę zmarłego. Sindbad zaszedł ją od tyłu i zabił, następnie zabrał jej zapasy żywności i wody. Czyniąc tak jeszcze kilkakrotnie, utrzymywał się przy życiu. Wkrótce spostrzegł, że w grobie pojawiają się czasem padlinożerne zwierzęta. Idąc śladem jednego z nich, dostrzegł szczelinę w jaskini. Wydostał się przez nią na zewnątrz. Ze zwłok zmarłych zabrał nieco ubrania i klejnoty, z którymi ich pochowano, i udał się na brzeg morza. Tam zobaczył statek z Basry. Załoga zabrała go na pokład jako rozbitka wraz z cennymi kosztownościami, które miał przy sobie. Wkrótce Sindbad powrócił do Bagdadu.

### Piąta podróż Sindbada
Powróciwszy do Bagdadu, Sindbad wiódł szczęśliwe i dostatnie życie. Jednak tęsknota za podróżami znów kazała mu spróbować sił jako kupiec. Tak jak poprzednio nakupił towarów, dołączył do grupy kupców i wypłynął z nimi w morze. Pewnego dnia statek przybył do bezludnej wyspy, kilku kupców wyszło na ląd i znalazło olbrzymią kopułę, nie wiedząc, że to jajo ptaka Rucha. Wkrótce rozbili je i wyciągnęli ze środka pisklę, które zarżnęli i upiekli na ogniu, nie bacząc na ostrzeżenia Sindbada, który widział już tego ptaka. Wtedy na niebie pojawiły się dwa olbrzymie ptaki Ruchy. Kupcy rzucili się na statek i zaczęli w panice odpływać. Ptaki jednak puściły się w pogoń, a każdy z nich trzymał w szponach ogromną skałę. Ptaki rzuciły je na statek i roztrzaskały go, tak że wszyscy ludzie znaleźli się w wodzie. Sindbad jako jedyny nie utonął, gdyż złapał się deski, z której pomocą dopłynął do wyspy.

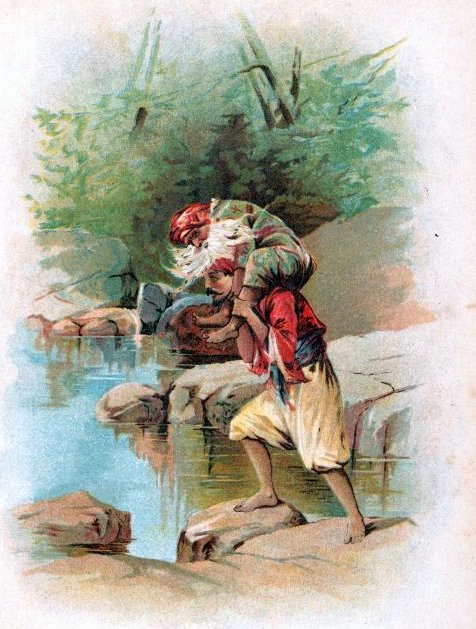
Sindbad niosący Starca Morskiego

Spotkał tam starca o dziwnym wyglądzie, siedzącego nad rzeką. Starzec poprosił Sindbada o przeniesienie na drugi brzeg. Jednak kiedy starzec wszedł na jego grzbiet, okazało się, że jego nogi podobne są do nóg bawołu. Starzec za nic nie chciał zejść z grzbietu Sindbada, którego traktował jak wierzchowca. Siedział na nim wiele dni i nawet spał na jego grzbiecie, a Sindbad czuł, że traci siły. Podczas snu starca Sindbad zerwał nieco winogron rosnących na wyspie i wypełnił nim wnętrze dyni, po czym zostawił na słońcu. Kiedy zrobiło się z nich wino, poczęstował nim starca. Starzec, który nie znał alkoholu, upił się szybko i dał się zrzucić z grzbietu. Sindbad zabił go kamieniem, gdyż ciągle się go bał. Wkrótce do wyspy przybył statek, który zabrał Sindbada na pokład. Sindbad opowiedział marynarzom swoją przygodę. Ci byli pełni podziwu i poinformowali go, że spotkał Starca Morskiego i że do tej pory nikt, kogo dosiadł, nie uwolnił się od niego.
Potem dopłynęli do grodu zwanego Miastem Małp. Miasto to nocą zawsze było opustoszałe, gdyż mieszkańcy wsiadali wtedy na łodzie i wypływali w morze, bojąc się małp, które ich nocą napadały. Sindbad wysiadł na ląd, chcąc zwiedzić miasto, i wtedy statek niespodziewanie odpłynął. Na szczęście zobaczył wsiadających do łodzi ludzi, którzy wyjaśnili mu, że uciekają przed małpami. Zaprosili go do jednej z łodzi i szybko się  z nim zaprzyjaźnili. Od tej pory Sindbad zamieszkał w tym mieście. Z pomocą tubylców znalazł pracę, która polegała na tym, że najpierw zbierało się żwir, z którym następnie szło się do lasu, by rzucać nim w siedzące na drzewach małpy. Wtedy małpy rzucały na ludzi kokosy, które ludzie zbierali i sprzedawali na targu. Okazało się, że sprzedaż kokosów zapewniała duże dochody, gdyż kokosy były tam cenne i Sindbad szybko stał się bogaty. Kiedy do wyspy przypłynął obcy statek, Sindbad postanowił powrócić do ojczyzny. Pożegnał gościnnych tubylców i wypłynął w morze. Przepływając koło wyspy al-Asirat, Sindbad zdobył nieco cennych pereł, które według tamtejszego przelicznika kupił za kokosy. Do domu powrócił bogaty.

### Szósta podróż Sindbada

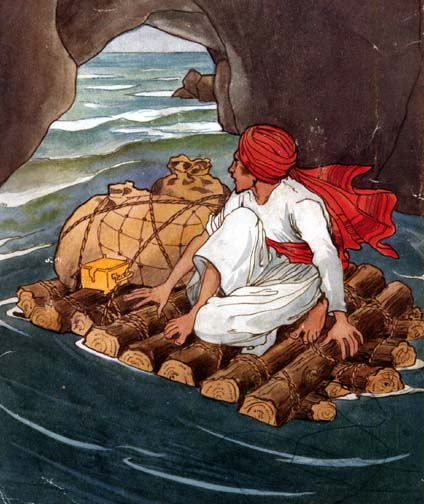
Sinbad na tratwie w jaskini

Powróciwszy do Bagdadu Sindbad wiódł szczęśliwe i dostatnie życie. Jednak tęsknota za morzem znów skłoniła go do wypłynięcia. Zaopatrzony w towary udał się do Basry i stamtąd wypłynął w morze. Podróż początkowo przebiegała szczęśliwie. Jednak pewnego dnia kapitan oświadczył przerażonej załodze i kupcom, że zabłądzili i nie wie, gdzie są. Wkrótce potem statek wpadł na mieliznę i roztrzaskał się na niej. Nielicznym marynarzom i kupcom udało się wydostać na pobliską wyspę. Sindbad był jednym z nich. Na brzegu leżało mnóstwo towarów i bogactw wyrzuconych na brzeg z rozbitych statków. Jednak wyspa była bezludna, a żeglarze mimo bogactw cierpieli głód. Ludzie zaczęli pojedynczo umierać, aż w końcu przy życiu został sam Sindbad. Wtedy spostrzegł on, że strumień słodkiej wody opływający wyspę ginie gdzieś w jaskini. Postanowił zbudować tratwę i popłynąć wzdłuż strumienia. Na tratwę zabrał dużą część bogactw, które znalazł na brzegu, i rozpoczął podróż. Kiedy wpłynął do jaskini, ogarnęła go ciemność. W końcu po wielu godzinach płynięcia zasnął.
Kiedy się obudził, okazało się, że wypłynął z jaskini po drugiej stronie wyspy. Zobaczył wokół siebie grupę czarnoskórych mężczyzn. Na szczęście jeden nich znał język arabski i Sindbad mógł mu opowiedzieć o swoich przygodach. Tubylcy nakarmili go i zaprowadzili do króla. Sindbad ofiarował królowi część bogactw, które wiózł ze sobą na tratwie, czym zaskarbił sobie jego sympatię. Wkrótce Sindbad zaprzyjaźnił się też z królewskimi dostojnikami. Król wiele wypytywał się o ojczyznę Sindbada – Kalifat Bagdadzki – i osobę monarchy – kalifa Haruna Ar-Raszida. Sindbad przedstawił kalifa w bardzo dobrym świetle. Kiedy Sindbad oświadczył, że pragnie wrócić do kraju, król przygotował statek do drogi i wręczył też podarunki dla kalifa Haruna Ar-Raszida. Sindbad, powróciwszy do Bagdadu, udał się na dwór władcy i wręczył dary od króla. Kalif ze zdumieniem wysłuchał jego opowieści i kazał je spisać swoim kronikarzom. Od tej pory Sindbad i kalif stali się przyjaciółmi.

### Siódma podróż Sindbada
Wzbogacony po podróżach Sindbad wiódł szczęśliwe i dostatnie życie. Cieszył się przyjaźnią kalifa i miał licznych przyjaciół. Jednak nadal pragnął przeżywać przygody i ponownie udał się w podróż. Początkowo przebiegała ona pomyślnie, jednak wkrótce zerwały się złe wiatry. Kiedy się skończyły, kapitan oświadczył przerażonej załodze i pasażerom, że wiatr uniósł ich na morze leżące na krańcu świata, skąd jeszcze nikt nie powrócił żywy, gdyż roi się w nim od potworów. Wtedy z morza wyłoniły się trzy ryby większe od statku, które zaczęły krążyć wokół niego. Wszyscy patrzyli przerażeni, ale wtedy zerwał się wiatr, który porwał statek spomiędzy ryb i roztrzaskał go na skałach. Sindbad znalazł się w wodzie, ale ocalał, gdyż złapał się deski. Wszyscy inni potonęli. Wtedy Sindbad przysiągł przed Allahem, że jeśli ocaleje, już nigdy nie wypłynie w morze.
Wkrótce fale wyrzuciły go na brzeg wyspy. Na wyspie płynęła rzeka, która ginęła w jaskini, podobnie jak rzeka z jego poprzedniej podróży. Wówczas Sindbad postanowił tak jak poprzednio zrobić tratwę i popłynąć z nurtem rzeki. Przez wiele godzin płynął w ciemności, aż w końcu wypłynął z drugiej strony góry. Mieszkali tam tubylcy, którzy przyjęli go gościnnie. Jeden z nich, człowiek podeszły wiekiem, ugościł go w swoim domu. Poinformował też Sindbada, że drzewo sandałowe, z którego Sindbad zbudował nieświadomie tratwę, jest bardzo cenne w ich kraju i pomógł mu je z zyskiem sprzedać. Sindbad bardzo zaprzyjaźnił się z gospodarzem, zamieszkał u niego i poślubił jego córkę. Wkrótce gospodarz zmarł, a Sindbad odziedziczył jego majątek. Zżył się też z mieszkańcami tego kraju. Ze zdumieniem odkrył, że na początku każdego miesiąca mężczyznom wyrastają skrzydła i wzlatują ku obłokom. Miasto wtedy się wyludniało, pozostawały tylko kobiety i dzieci. Pewnego razu Sindbad poprosił jednego z nich, by zabrał go ze sobą. Wkrótce obaj poszybowali w górę, w niebo. Kiedy jednak Sindbad nieopatrznie wypowiedział imię Allaha, pojawił się ogień z nieba, a jego przewoźnik zrzucił go na szczyt jakiejś góry i wszyscy rzucili się do ucieczki. Na szczycie kupiec spotkał młodzieńców. Kiedy powiedział im, że jest czcicielem Allaha, ofiarowali mu złotą laskę i odeszli. Sindbad ruszył dalej swoją drogą, wtedy zobaczył żmiję, która w paszczy trzymała człowieka. Nieszczęśnik błagał o ratunek. Sindbad uderzył gada laską, aż ten wypluł człowieka. Człowiek podziękował mu za ratunek, potem ukazali się jego towarzysze, wśród których Sindbad rozpoznał człowieka, który zrzucił go z grzbietu. Człowiek przeprosił Sindbada za swój postępek, ale jednocześnie zaapelował, by nie sławił przy nich Allaha. Sindbad ponownie wsiadł na jego plecy i powrócili do miasta. Opowiedział on swoją przygodę żonie. Ta powiedziała, że ci ludzie ze skrzydłami to synowie Szejtana (Szatana) i żeby strzegł się ich w przyszłości.  Poinformowała go też, że ona i jej ojciec byli jedynymi prawdziwymi ludźmi w tym mieście. Wówczas Sindbad po naradzie z żoną zdecydował sprzedać wszystkie posiadłości i powrócić do Bagdadu. Wkrótce udali się do portu, załadowali majątek na statek i wypłynęli. Po wielu dniach przybyli na miejsce. Sindbad był teraz jeszcze bogatszy, niż po poprzednich wyprawach, co więcej miał piękną i kochającą żonę. Postanowił jednak na zawsze skończyć z podróżami morskimi.

## Adaptacje i nawiązania

### Filmy i seriale
- Sindbad Żeglarz – amerykański film przygodowy z 1947 roku
- Syn Sindbada – amerykański film z 1955 roku
- Siódma podróż Sindbada – amerykański film z 1958 roku
- Podróż Sindbada do Złotej Krainy – amerykańsko-brytyjski film z 1974 roku
- Baśnie z tysiąca i jednej nocy – czechosłowacki film animowany z 1974 roku
- Sindbad i oko tygrysa – brytyjski film z 1977 roku
- Sindbad – japoński serial animowany z 1975 roku
- Skarbczyk najpiękniejszych bajek (Przygody Sindbada Żeglarza – odcinek 25) – japoński serial animowany z 1995 roku
- Fantastyczne przygody Sindbada Żeglarza – amerykański serial animowany z 1996 roku
- Przygody Sindbada – kanadyjski telewizyjny serial fantasy z 1996 roku
- Sindbad: Legenda siedmiu mórz – amerykański film animowany z 2003 roku
- Sindbad – brytyjski telewizyjny serial fantasy z 2012 roku

### Inne
- Sindbad Żeglarz był jednym z pseudonimów Edmunda Dantesa w powieści Hrabia Monte Christo
- Zbiór baśni prozą Przygody Sindbada Żeglarza wydał w 1913 r. Bolesław Leśmian
- Magi: The Labyrinth of Magic – manga inspirowana Księgą tysiąca i jednej nocy, autorstwa Shinobu Ōtaki.